# شنا در المپیک تابستانی ۱۹۶۸
شنا یکی از ورزش‌های بازی‌های المپیک تابستانی ۱۹۶۸ بوده که در دو بخش مردان و زنان برگزار شده است.
در مجموع ۴۶۸ شناگر از ۵۱ کشور جهان در این مسابقات شرکت کرده‌اند.

## جدول مدال‌ها
| رتبه            | کشور                | طلا | نقره | برنز | مجموع |
| --------------- | ------------------- | --- | ---- | ---- | ----- |
| ۱               | ایالات متحده آمریکا | ۲۱  | ۱۵   | ۱۶   | ۵۲    |
| ۲               | استرالیا            | ۳   | ۲    | ۳    | ۸     |
| ۳               | آلمان شرقی          | ۲   | ۳    | ۱    | ۶     |
| ۴               | یوگسلاوی            | ۱   | ۱    | ۰    | ۲     |
| ۵               | مکزیک               | ۱   | ۰    | ۱    | ۲     |
| ۶               | هلند                | ۱   | ۰    | ۰    | ۱     |
| ۷               | اتحاد شوروی         | ۰   | ۴    | ۴    | ۸     |
| ۸               | کانادا              | ۰   | ۳    | ۱    | ۴     |
| ۹               | بریتانیای کبیر      | ۰   | ۱    | ۰    | ۱     |
| ۱۰              | آلمان غربی          | ۰   | ۰    | ۲    | ۲     |
| ۱۱              | فرانسه              | ۰   | ۰    | ۱    | ۱     |
| مجموع (۱۱ کشور) | مجموع (۱۱ کشور)     | ۲۹  | ۲۹   | ۲۹   | ۸۷    |

## نتایج

### مردان
| بازی‌ها                 | طلا                                                                             | طلا         | نقره                                                                                    | نقره    | برنز                                                                                    | برنز    |
| ۱۰۰ متر آزاد           | مایکل وندن · استرالیا                                                           | 52.2 ر.ج    | کنت والش · ایالات متحده آمریکا                                                          | ۵۲٫۸    | مارک اسپیتز · ایالات متحده آمریکا                                                       | ۵۳٫۰    |
| ۲۰۰ متر آزاد           | مایکل وندن · استرالیا                                                           | 1:55.2 ر.ک  | دون شولندر · ایالات متحده آمریکا                                                        | ۱:۵۵٫۸  | جان نلسون · ایالات متحده آمریکا                                                         | ۱:۵۸٫۱  |
| ۴۰۰ متر آزاد           | مایک برتون · ایالات متحده آمریکا                                                | 4:09.0 ر.ک  | رالف هاتن · کانادا                                                                      | ۴:۱۱٫۷  | آلن موسکونی · فرانسه                                                                    | ۴:۱۳٫۳  |
| ۱۵۰۰ متر آزاد          | مایک برتون · ایالات متحده آمریکا                                                | 16:38.9 ر.ک | جان کینسلا · ایالات متحده آمریکا                                                        | ۱۶:۵۷٫۳ | گرگ براف · استرالیا                                                                     | ۱۷:۰۴٫۷ |
| ۱۰۰ متر کرال پشت       | رولند ماتس · آلمان شرقی                                                         | 58.7 ر.ک    | چارلز هیکاکس · ایالات متحده آمریکا                                                      | ۱:۰۰٫۲  | رونی میلز · ایالات متحده آمریکا                                                         | ۱:۰۰٫۵  |
| ۲۰۰ متر کرال پشت       | رولند ماتس · آلمان شرقی                                                         | 2:09.6 ر.ک  | میچ آیوی · ایالات متحده آمریکا                                                          | ۲:۱۰٫۶  | جک هورسلی · ایالات متحده آمریکا                                                         | ۲:۱۰٫۹  |
| ۱۰۰ متر قورباغه        | دان مک‌کنزی · ایالات متحده آمریکا                                                | 1:07.7 ر.ک  | ولادیمیر کوسینسکی · اتحاد شوروی                                                         | ۱:۰۸٫۰  | نیکولای پانکین · اتحاد شوروی                                                            | ۱:۰۸٫۰  |
| ۲۰۰ متر قورباغه        | فیلپیه مونیوز · مکزیک                                                           | ۲:۲۸٫۷      | ولادیمیر کوسینسکی · اتحاد شوروی                                                         | ۲:۲۹٫۲  | برایان جاب · ایالات متحده آمریکا                                                        | ۲:۲۹٫۹  |
| ۱۰۰ متر پروانه         | داگ راسل · ایالات متحده آمریکا                                                  | 55.9 ر.ک    | مارک اسپیتز · ایالات متحده آمریکا                                                       | ۵۶٫۴    | روس ولز · ایالات متحده آمریکا                                                           | ۵۷٫۲    |
| ۲۰۰ متر پروانه         | کارل روبی · ایالات متحده آمریکا                                                 | ۲:۰۸٫۷      | مارتین وودروف · بریتانیای کبیر                                                          | ۲:۰۹٫۰  | جان فریس · ایالات متحده آمریکا                                                          | ۲:۰۹٫۳  |
| ۲۰۰ متر مختلط انفرادی  | چارلز هیکاکس · ایالات متحده آمریکا                                              | 2:12.0 ر.ک  | گرگ باکینگهام · ایالات متحده آمریکا                                                     | ۲:۱۳٫۰  | جان فریس · ایالات متحده آمریکا                                                          | ۲:۱۳٫۳  |
| ۴۰۰ متر مختلط انفرادی  | چارلز هیکاکس · ایالات متحده آمریکا                                              | ۴:۴۸٫۴      | گری هال، اس‌آر. · ایالات متحده آمریکا                                                    | ۴:۴۸٫۷  | میشائیل هولتاوس · آلمان غربی                                                            | ۴:۵۱٫۴  |
| ۴×۱۰۰ متر آزاد امدادی  | ایالات متحده آمریکا (USA) · زاک زورن · استیون ریریچ · کنت والش · مارک اسپیتز    | 3:31.7 ر.ج  | اتحاد شوروی (URS) · گئورگی کولیکوف · ویکتور مازانوف · سمیون بلیتس-گیمن · لئونید ایلیچوف | ۳:۳۴٫۲  | استرالیا (AUS) · گرگ راجرز · رابرت کیوساک · باب ویندل · مایکل وندن                      | ۳:۳۴٫۷  |
| ۴×۲۰۰ متر آزاد امدادی  | ایالات متحده آمریکا (USA) · جان نلسون · استیون ریریچ · مارک اسپیتز · دون شولندر | ۷:۵۲٫۳      | استرالیا (AUS) · گرگ راجرز · گراهام وایت · باب ویندل · مایکل وندن                       | ۷:۵۳٫۷  | اتحاد شوروی (URS) · ولادیمیر بوره · سمیون بلیتس-گیمن · گئورگی کولیکوف · لئونید ایلیچوف  | ۸:۰۱٫۶  |
| ۴×۱۰۰ متر مختلط امدادی | ایالات متحده آمریکا (USA) · چارلز هیکاکس · دان مک‌کنزی · داگ راسل · کنت والش     | 3:54.9 ر.ج  | آلمان شرقی (GDR) · رولند ماتس · ایگون هنینگر · هورست-گونتر گرگور · فرانک ویگاند         | ۳:۵۷٫۵  | اتحاد شوروی (URS) · یوری هروماک · ولادیمیر نمشیلوف · ولادیمیر کوسینسکی · لئونید ایلیچوف | ۴:۰۰٫۷  |

### زنان
| بازی‌ها                 | طلا                                                                              | طلا        | نقره                                                                         | نقره   | برنز                                                                         | برنز   |
| ۱۰۰ متر آزاد           | جان هن · ایالات متحده آمریکا                                                     | ۱:۰۰٫۰     | سوزان پدرسون · ایالات متحده آمریکا                                           | ۱:۰۰٫۳ | لیندا گوستاوسون · ایالات متحده آمریکا                                        | ۱:۰۰٫۳ |
| ۲۰۰ متر آزاد           | دبی میر · ایالات متحده آمریکا                                                    | 2:10.5 ر.ک | جان هن · ایالات متحده آمریکا                                                 | ۲:۱۱٫۰ | جین بارکمن · ایالات متحده آمریکا                                             | ۲:۱۱٫۲ |
| ۴۰۰ متر آزاد           | دبی میر · ایالات متحده آمریکا                                                    | 4:31.8 ر.ک | لیندا گوستاوسون · ایالات متحده آمریکا                                        | ۴:۳۵٫۵ | کارن موراس · استرالیا                                                        | ۴:۳۷٫۰ |
| ۸۰۰ متر آزاد           | دبی میر · ایالات متحده آمریکا                                                    | 9:24.0 ر.ک | پام کرس · ایالات متحده آمریکا                                                | ۹:۳۵٫۷ | ماریا ترسا رامیرس · مکزیک                                                    | ۹:۳۸٫۵ |
| ۱۰۰ متر کرال پشت       | کی هال · ایالات متحده آمریکا                                                     | 1:06.2 ر.ج | الین تانر · کانادا                                                           | ۱:۰۶٫۷ | جین اسواگرتی · ایالات متحده آمریکا                                           | ۱:۰۸٫۱ |
| ۲۰۰ متر کرال پشت       | لیلیان واتسون · ایالات متحده آمریکا                                              | 2:24.8 ر.ک | الین تانر · کانادا                                                           | ۲:۲۷٫۴ | کی هال · ایالات متحده آمریکا                                                 | ۲:۲۸٫۹ |
| ۱۰۰ متر قورباغه        | جورجیسا بیدوف · یوگسلاوی                                                         | 1:15.8 ر.ک | گالینا پروزومنخکیکوا · اتحاد شوروی                                           | ۱:۱۵٫۹ | شارون ویچمن · ایالات متحده آمریکا                                            | ۱:۱۶٫۱ |
| ۲۰۰ متر قورباغه        | شارون ویچمن · ایالات متحده آمریکا                                                | 2:44.4 ر.ک | جورجیسا بیدوف · یوگسلاوی                                                     | ۲:۴۶٫۴ | گالینا پروزومنخکیکوا · اتحاد شوروی                                           | ۲:۴۷٫۰ |
| ۱۰۰ متر پروانه         | لین مک‌کلمنتس · استرالیا                                                          | ۱:۰۵٫۵     | الی دنیل · ایالات متحده آمریکا                                               | ۱:۰۵٫۸ | سوزان شیلدز · ایالات متحده آمریکا                                            | ۱:۰۶٫۲ |
| ۲۰۰ متر پروانه         | آدا کوک · هلند                                                                   | 2:24.7 ر.ک | هلگا لیندنر · آلمان شرقی                                                     | ۲:۲۴٫۸ | الی دنیل · ایالات متحده آمریکا                                               | ۲:۲۵٫۹ |
| ۲۰۰ متر مختلط انفرادی  | کلودیا کالب · ایالات متحده آمریکا                                                | 2:24.7 ر.ک | سوزان پدرسون · ایالات متحده آمریکا                                           | ۲:۲۸٫۸ | جان هن · ایالات متحده آمریکا                                                 | ۲:۳۱٫۴ |
| ۴۰۰ متر مختلط انفرادی  | کلودیا کالب · ایالات متحده آمریکا                                                | 5:08.5 ر.ک | لین ویدالی · ایالات متحده آمریکا                                             | ۵:۲۲٫۲ | زابینه اشتاینباخ · آلمان شرقی                                                | ۵:۲۵٫۳ |
| ۴×۱۰۰ متر آزاد امدادی  | ایالات متحده آمریکا (USA) · جین بارکمن · لیندا گوستاوسون · سوزان پدرسون · جان هن | 4:02.5 ر.ک | آلمان شرقی (GDR) · گابریله وتسکو · رزویتا کروز · یوتا اشموک · مارتینا گرونرت | ۴:۰۵٫۷ | کانادا (CAN) · آنجلا کافلن · ماریلین کورسون · الین تانر · ماریون لی          | ۴:۰۷٫۲ |
| ۴×۱۰۰ متر مختلط امدادی | ایالات متحده آمریکا (USA) · کی هال · کیتی بال · الی دنیل · سوزان پدرسون          | 4:28.3 ر.ک | استرالیا (AUS) · لین واتسون · جودی پلیفر · لین مک‌کلمنتس · جنت اشتاینبک       | ۴:۳۰٫۰ | آلمان غربی (FRG) · آنگلیکا کراوس · اوتا فروماتر · هایک ناگل · هایدماری راینک | ۴:۳۶٫۴ |

## کشورهای شرکت‌کنند
- آرژانتین (۸)
- استرالیا (۲۴)
- اتریش (۳)
- باربادوس (۱)
- بلژیک (۶)
- برزیل (۴)
- بلغارستان (۳)
- کانادا (۱۵)
- چین (۴)
- کلمبیا (۹)
- کاستاریکا (۱)
- کوبا (۳)
- چکسلواکی (۱)
- دانمارک (۳)
- آلمان شرقی (۲۴)
- اکوادور (۳)
- السالوادور (۱۴)
- فنلاند (۳)
- فرانسه (۱۶)
- بریتانیای کبیر (۲۴)
- گواتمالا (۳)
- هنگ کنگ (۳)
- مجارستان (۱۴)
- ایسلند (۴)
- ایرلند (۴)
- اسرائیل (۶)
- ایتالیا (۱۰)
- جامائیکا (۱)
- ژاپن (۲۰)
- لبنان (۱)
- لوکزامبورگ (۱)
- مکزیک (۲۷)
- هلند (۱۷)
- نیوزیلند (۴)
- نروژ (۱)
- پرو (۳)
- فیلیپین (۷)
- لهستان (۴)
- پورتوریکو (۹)
- رومانی (۲)
- کره جنوبی (۱)
- اتحاد شوروی (۳۱)
- اسپانیا (۱۳)
- سوئد (۱۶)
- سوئیس (۴)
- ترینیداد و توباگو (۱)
- ایالات متحده آمریکا (۵۲)
- اروگوئه (۵)
- ویتنام (۲)
- آلمان غربی (۲۷)
- یوگسلاوی (۶)